# Městská knihovna Most
Městská knihovna Most, p. o. je veřejná knihovna, jejímž zřizovatelem je město Most. Od roku 1985 sídlí v účelové budově (první svého druhu v poválečné Československé republice) v Moskevské ulici č.12.

## Historie

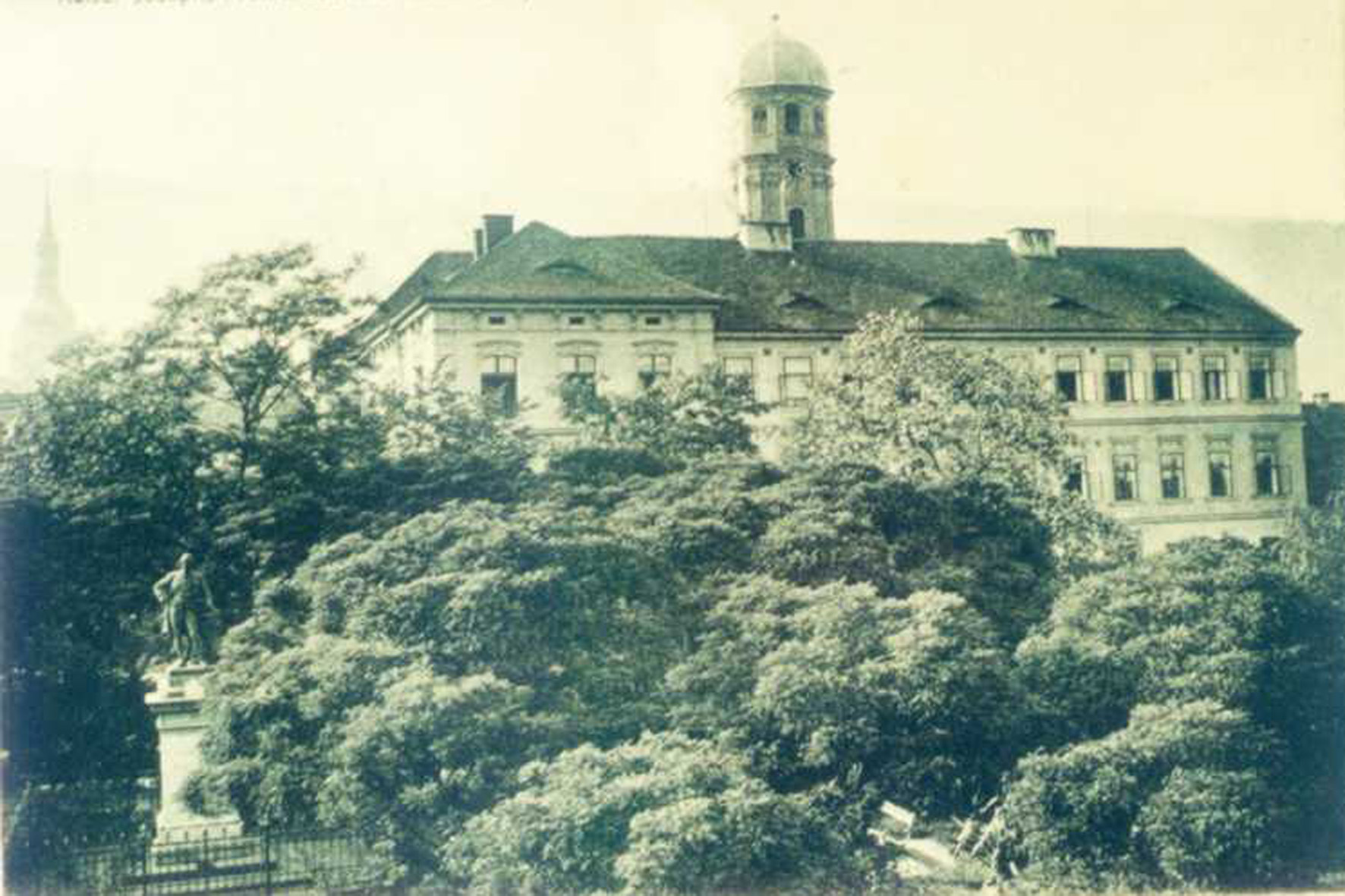
Budova bývalého piaristického gymnázia

Česká městská knihovna byla v Mostě založena až po vzniku Československa, po různých peripetiích a přípravách, a to zřejmě až v roce 1923 (přesné datum není známo). Knihovna sídlila v budově staré pošty ve Vodní ulici (společně s knihovnou německou!). Měla se stěhovat do budovy bývalého piaristického gymnázia na třetím náměstí, avšak po okupaci Sudet na podzim roku 1938 z tohoto plánu sešlo, neboť české veřejné instituce byly uzavřeny a knihovna mezi nimi. Do gymnaziální budovy se nastěhovala německá knihovna.
Po skončení druhé světové války byla česká knihovna obnovena, pro veřejnost byla otevřena 1. října 1945 právě v budově bývalého piaristického gymnázia. Nový knižní fond (ten z doby před okupací byl téměř celý zlikvidován, dochovalo se jen torzo z původních asi 15 tisíc svazků) vznikal postupně, z počátku z darů institucí i jednotlivců. V roce 1948 se knihovna rozšířila o hudební oddělení. V roce 1954 byla založena sbírka s více než patnácti sty gramofonovými deskami. Od 60. let knihovna zajišťovala metodickou pomoc pro místní lidové knihovny v obcích okresu Most.

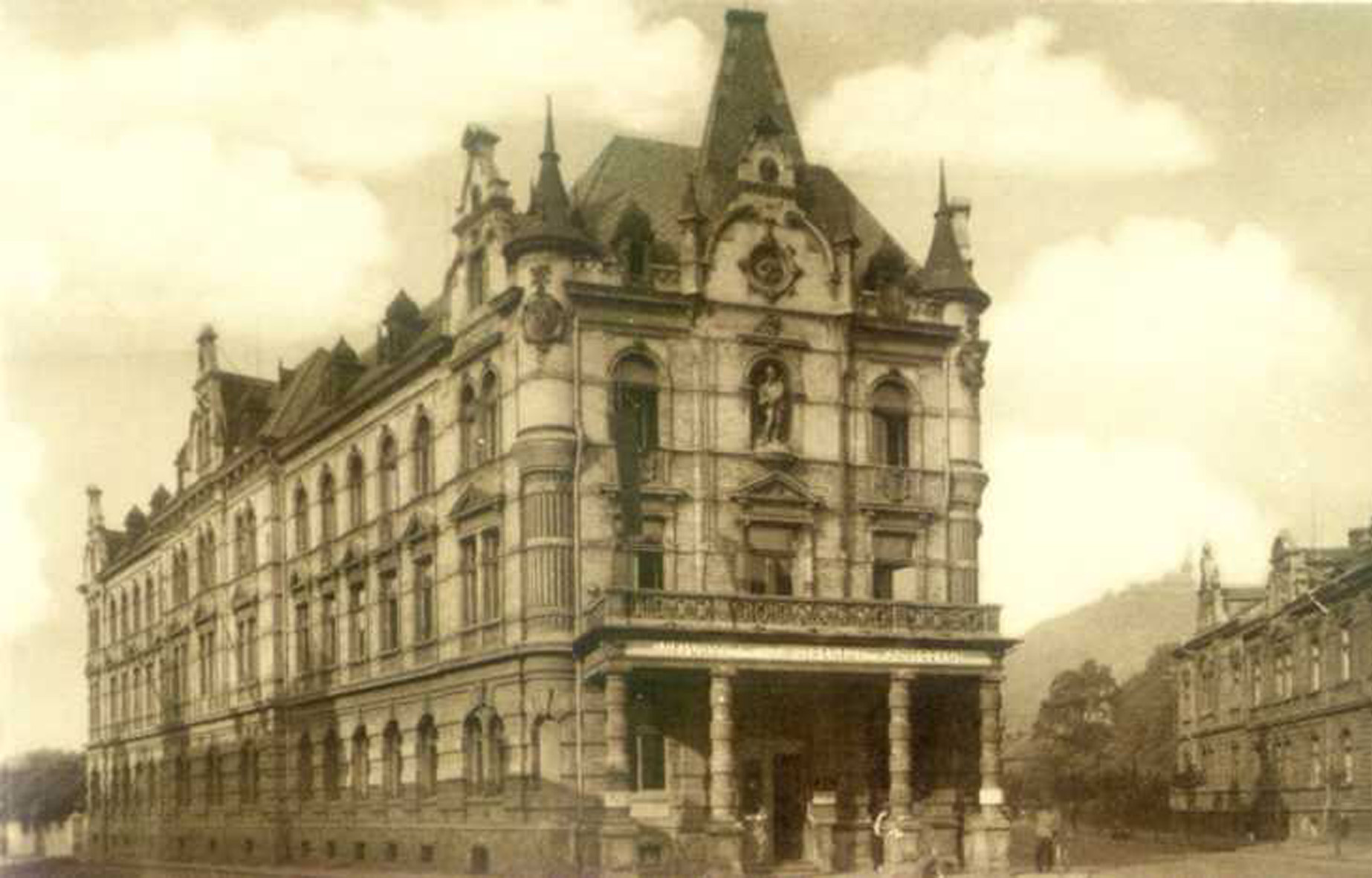
Budova poválečné polikliniky

V té době již probíhala likvidace starého Mostu a všechny obyvatele i jednotlivé instituce čekalo stěhování do nového města. Knihovna se ovšem nejprve stěhovala v roce 1975 do budovy bývalé polikliniky v Jarošově ulici, ještě ve starém Mostě. Mezitím byl zpracován předběžný projekt na novou knihovní budovu, s jejímž otevřením se počítalo v roce 1978. Termín však nebyl dodržen a knihovna se v roce 1979 musela provizorně přemístit do Kopist. Zde zůstala rok a poté se přestěhovala do nového Mostu, ovšem opět jen přechodně do budovy lidové školy umění v Moskevské ulici.
Stavba nové knihovny měla být dokončena v roce 1980, ovšem ani tento termín nebyl dodržen, takže se knihovna stěhovala až v roce 1984 a v následujícím roce byla otevřena pro veřejnost.[zdroj?] Autorem stavby byl architekt František Kameník. Budova se stala první moderní účelovou knihovní budovou v tehdejším Československu. Stavba o půdorysu 63x41 metrů, umístěná ve svahu, je zajímavě řešená, se dvěma atrii.[zdroj?]

## Současnost
Zřizovatelem Okresní knihovny v Mostě byl do roku 2002 Okresní úřad v Mostě. Po jeho zrušení se od 1. 1. 2003 knihovna stala příspěvkovou organizací města Mostu a nazývá se Městskou knihovnou. Je i nadále pověřena poskytovat poradenské a koordinační služby veřejným knihovnám v okrese Most, což jsou městské knihovny v Litvínově, Meziboří, Lomu, Horním Jiřetíně a Hoře Svaté Kateřiny a dalších 19 obecních (místních) knihoven.
V roce 2003 bylo rozhodnuto o zrušení Správy městských kin a její sloučení s Městskou knihovnou, které proběhlo k 1. 1. 2004.
Knihovna má oddělení výpůjčních služeb pro dospělé a děti a oddělení naučné literatury, součástí knihovny je kino Kosmos a planetárium. V budově existovalo také samostatné kino Mír, které však bylo zrušeno.
Již několik let se plánuje přestěhování Městské knihovny do budovy Repre (Kulturní dům), proti záměru přestěhování vznikla petice občanů a 19.11. 2019 proběhla i protestní akce, nicméně činnost knihovny probíhá i nadále ve stávajících prostorách. 